# Михайликівська сільська рада (Козельщинський район)
Михайликівська сільська рада — колишній орган місцевого самоврядування у Козельщинському районі Полтавської області з центром у селі Михайлики.

## Населені пункти
Сільраді були підпорядковані населені пункти:
- c. Михайлики
- с. В'язівка